# Chironia fernandesiana
Chironia fernandesiana är en gentianaväxtart som beskrevs av J. Paiva och I. Nogueira. Chironia fernandesiana ingår i släktet Chironia och familjen gentianaväxter. Inga underarter finns listade i Catalogue of Life.